# Polska na Zimowym Pucharze Europy w Rzutach 2006
Polska na Zimowym Pucharze Europy w Rzutach 2006 – reprezentacja Polski podczas zawodów, które odbyły się 18 i 19 marca w Tel Awiwie liczyła jedenastu zawodników i była najliczniejszą w historii występów Polaków w zimowym pucharze Europy.

## Występy reprezentantów Polski

### Mężczyźni
- Pchnięcie kulą
  - Tomasz Majewski z wynikiem 20,26 zajął 3. miejsce
  - Leszek Śliwa z wynikiem 18,87 zajął 10. miejsce
- Rzut dyskiem
  - Piotr Małachowski z wynikiem 65,01 zajął 1. miejsce
  - Andrzej Krawczyk z wynikiem 58,25 zajął 14. miejsce
- Rzut młotem
  - Szymon Ziółkowski z wynikiem 79,04 zajął 1. miejsce
  - Maciej Pałyszko z wynikiem 72,18 zajął 9. miejsce

### Kobiety
- Pchnięcie kulą
  - Krystyna Zabawska z wynikiem 17,88 zajęła 5. miejsce
  - Magdalena Sobieszek z wynikiem 16,83 zajęła 11. miejsce
- Rzut dyskiem
  - Wioletta Potępa z wynikiem 61,89 zajęła 1. miejsce
- Rzut młotem
  - Kamila Skolimowska z wynikiem 73,32 zajęła 1. miejsce